# Lovedrive (canción)
«Lovedrive» es una canción de la banda alemana de hard rock y heavy metal Scorpions, lanzada como sencillo en 1979 por los sellos Harvest/EMI y Mercury Records e incluida como la pista siete del disco homónimo. Escrita por el guitarrista Rudolf Schenker y el vocalista Klaus Meine, musicalmente posee el «riff tipo galope» característico de heavy metal, citado por el crítico Martin Popoff como proto-power metal, y unas «impresionantes guitarras». Publicada como sencillo en febrero de 1979, con la instrumental «Coast to Coast» como lado B, en agosto del mismo año logró la posición 69 en la lista UK Singles Chart del Reino Unido.

## Composición y grabación
Al igual que las demás canciones de Lovedrive, su grabación se llevó a cabo en los Dierks Studios de Colonia (Alemania) entre septiembre y diciembre de 1978, Escrita por el guitarrista Rudolf Schenker y el vocalista Klaus Meine, su estribillo no tiene ningún sentido, pues la palabra lovedrive no existe en el vocabulario inglés. Sabiendo eso, el bajista Francis Buchholz aseveró que mantuvieron el nombre solo porque a uno de sus promotores de gira le gustó el apelativo. El guitarrista Michael Schenker tocó el solo de guitarra tanto en esta como en otras tres canciones del álbum. De hecho, el baterista Herman Rarebell comentó que los dos hermanos Schenker la elaboraron y está inspirada en «Lights Out» de UFO, coescrita precisamente por Michael.

## Lista de canciones
| N.º | Título           | Escritor(es)    | Duración |  |
| 1.  | «Lovedrive»      | Schenker, Meine | 4:49     |  |
| 2.  | «Coast to Coast» | Schenker        | 4:45     |  |

## Músicos
- Klaus Meine: voz
- Rudolf Schenker: guitarra rítmica
- Matthias Jabs: guitarra rítmica
- Michael Schenker: guitarra líder
- Francis Buchholz: bajo
- Herman Rarebell: batería